# Пушкін (Таджикистан)
Пу́шкін (тадж. Пушкин) — село у складі Хатлонської області Таджикистану. Входить до складу Кахрамонського джамоату району імені Мір Саїда Алії Хамадоні.
Населення — 4191 особа (2010; 4116 в 2009, 2247 в 1981).
Національний склад станом на 1981 рік — таджики.